# Unterbersten
Unterbersten ist ein Wohnplatz in der Gemeinde Kürten im Rheinisch-Bergischen Kreis.

## Lage und Beschreibung
Der Ort liegt südlich von Oberbersten an der Gemeindegrenze zu Lindlar.

## Geschichte
Die Topographia Ducatus Montani des Erich Philipp Ploennies aus dem Jahre 1715, Blatt Amt Steinbach, belegt, dass der Ort bereits 1715 als Ort mit drei Höfen bestand und als Bersten bezeichnet wurde. Aus der Charte des Herzogthums Berg 1789 von Carl Friedrich von Wiebeking geht hervor, dass Unterbersten zu dieser Zeit Teil der Honschaft Olpe im Kirchspiel Kürten im Landgericht Kürten war. Er benennt den Ort als Unterbersten.
Unter der französischen Verwaltung zwischen 1806 und 1813 wurde das Amt Steinbach aufgelöst und Unterbersten wurde politisch der Mairie Olpe im Kanton Wipperfürth  im Arrondissement Elberfeld zugeordnet. 1816 wandelten die Preußen die Mairie zur Bürgermeisterei Olpe im Kreis Wipperfürth.
Unterbersten gehörte zu dieser Zeit zur Gemeinde Olpe.
Der Ort ist auf der Topographischen Aufnahme der Rheinlande von 1824 und auf der Preußischen Uraufnahme von 1840 als Unterbersten verzeichnet.
Ab der Preußischen Neuaufnahme von 1892 ist er auf Messtischblättern regelmäßig als Unterbersten verzeichnet.
1822 lebten 56 Menschen im als Hof kategorisierten und Unterstbersten bezeichneten Ort.
1830 hatte der Ort 60 Einwohner und wurde mit Unterst-Bersten bezeichnet.
Der 1845 laut der Uebersicht des Regierungs-Bezirks Cöln als Weiler kategorisierte Ort besaß zu dieser Zeit 14 Wohnhäuser. Zu dieser Zeit lebten 63 Einwohner im Unter-Bersten genannten Ort, davon alle katholischen Bekenntnisses.
Die Gemeinde- und Gutbezirksstatistik der Rheinprovinz führt Unterbersten 1871 mit zehn Wohnhäusern und 49 Einwohnern auf.
Im Gemeindelexikon für die Provinz Rheinland von 1888 werden zehn Wohnhäuser mit 29 Einwohnern angegeben und der Ort mit Unter Bersten bezeichnet.
1895 hatte der Ort neun Wohnhäuser und 49 Einwohner, der Ort wird Unter Bersten genannt.
1905 besaß der Ort zehn Wohnhäuser und 41 Einwohner und gehörte konfessionell zum katholischen Kirchspiel Olpe.
1927 wurden die Bürgermeisterei Olpe in das Amt Olpe überführt. In der Weimarer Republik wurden 1929 die Ämter Kürten mit den Gemeinden Kürten und Bechen und Olpe mit den Gemeinden Olpe und Wipperfeld zum Amt Kürten zusammengelegt. Der Kreis Wipperfürth ging am 1. Oktober 1932 in den Rheinisch-Bergischen Kreis mit Sitz in Bergisch Gladbach auf.
1975 entstand aufgrund des Köln-Gesetzes die heutige Gemeinde Kürten, zu der neben den Ämtern Kürten, Bechen und Olpe ein Teilgebiet der Stadt Bensberg mit Dürscheid und den umliegenden Gebieten kam.